# Stanisław Starzeński
Stanisław Starzeński (Staręski, Stareński) herbu Topór – ciwun pojurski  w latach 1679–1682, pisarz grodzki żmudzki w latach 1662–1668 i  1670–1678, surogator grodzki żmudzki w latach 1668–1674, wojski połocki w 1668 roku, cześnik połocki w 1656 roku.
Jako poseł na sejm konwokacyjny 1674 roku z Księstwa Żmudzkiego był członkiem konfederacji generalnej zawiązanej 15 stycznia 1674 roku na tym sejmie. Poseł na sejm koronacyjny 1676 roku ze Żmudzi. W 1674 roku był elektorem Jana III Sobieskiego z Księstwa Żmudzkiego.